# Розиняк, Вацлав
Вацлав Розиняк (чеш. Václav Roziňák; 7 декабря 1922, Прага — 1 марта 1997, Цюрих) — чехословацкий хоккеист, выступавший за команду «ЛТЦ Прага» и национальную сборную Чехословакии. Чемпион мира и Европы 1947 и 1949 годов, серебряный призёр зимних Олимпийских игр в Санкт-Морице. Член Зала славы чешского хоккея (c 4 ноября 2011 года).

## Биография
Вацлав Розиняк родился 7 декабря 1922 года в Праге.
Начал хоккейную карьеру в 1939 году, в столичной команде «Подоли», за которую отыграл 9 сезонов. В 1948 году перешел в славный чехословацкий клуб «ЛТЦ Прага», в составе которого стал чемпионом Чехословакии 1949 года.
С 1945 по 1949 год Розиняк выступал за национальную сборную Чехословакии по хоккею. В 1948 году он стал серебряным призёром зимних Олимпийских играх в Санкт-Морице. В 1947 и 1949 годах выигрывал чемпионат мира и Европы.
Розиняк в составе чехословацкой сборной должен был защищать выигранный чемпионский титул на чемпионате мира 1950 года в Великобритании, однако после решения правительства практически в последний момент не принимать в нём участия (причиной этого явился отказ в британской визе репортёрам чехословацкого радио) большая часть членов сборной была арестована прямо в ресторане, где они собрались обсудить это событие и, по утверждению следствия вели антиправительственные разговоры и выкрикивали антикоммунистические лозунги.
Вацлава Розиняка, вместе с ещё 10 хоккеистами сборной Чехословакии, обвинили в шпионаже, измене родине, подрыве народно-демократических устоев и приговорили к 10 годам лишения свободы. В заключении он работал на урановых рудниках в Яхимове. В 1955 году его помиловали по амнистии и выпустили на свободу. После освобождения Розиняк вернулся в хоккей. В сезоне 1955/56 он играл за команду «Руда Гвезда Брно», следующие 8 сезонов отыграл в составе пражской «Спарты», завершив игровую карьеру в 1964 году. В 1968 году был реабилитирован, в том же году эмигрировал в Швейцарию.
После окончания игровой карьеры тренировал резервную команду пражской «Спарты», а также швейцарские команды.
Умер 1 марта 1997 года в Цюрихе, в возрасте 74 лет.
4 ноября 2008 года посмертно был принят в Зал славы чешского хоккея.

## Достижения
- 2-кратный чемпион мира (1947 и 1949)
- 3-кратный чемпион Европы (1947—1949)
- Серебряный призёр Олимпийских игр (1948)
- Чемпион Чехословакии (1949)
- Победитель Кубка Шпенглера (1948)

## Статистика
- Чемпионат Чехословакии — 202 игры, 105 шайб
- Сборная Чехословакии — 44 игры, 39 шайб[2]
- Всего за карьеру — 246 игр, 144 шайбы